# Тейбридж (община)
Община „Тейбридж“ (на английски: Teignbridge) е една от десетте административни единици в област (графство) Девън, регион Югозападна Англия.
Населението на общината към 2008 година е 127 600 жители разпределени в множество селища на площ от 673.87 квадратни километра. Главен град на общината е Нютън Абът.

## География
Община „Тейбридж“ е разположена в югоизточната част на област Девън по бреговата линия към „английския канал“ наричан още Ламанша.
Градове на територията на общината:
| град       | на английски | население |
| ---------- | ------------ | --------- |
| Нютън Абът | Newton Abbot | 24 855    |
| Тайнмът    | Teignmouth   | 14 413    |
| Долиш      | Dawlish      | 12 819    |
| Ашбъртън   | Ashburton    | 3909      |

## Демография
Разпределение на населението по религиозна принадлежност към 2001 година:
| религия          | на английски        | брой жители |
| ---------------- | ------------------- | ----------- |
| Християни        | Christian           | 91 391      |
| Будисти          | Buddhist            | 274         |
| Хиндуисти        | Hindu               | 40          |
| Евреи            | Jewish              | 87          |
| Мюсюлмани        | Muslim              | 139         |
| Сикхи            | Sikh                | 24          |
| Други            | Other               | 522         |
| Атеисти          | No religion         | 18 963      |
| Запазена в тайна | Religion not stated | 9518        |